# Stina Wirsén

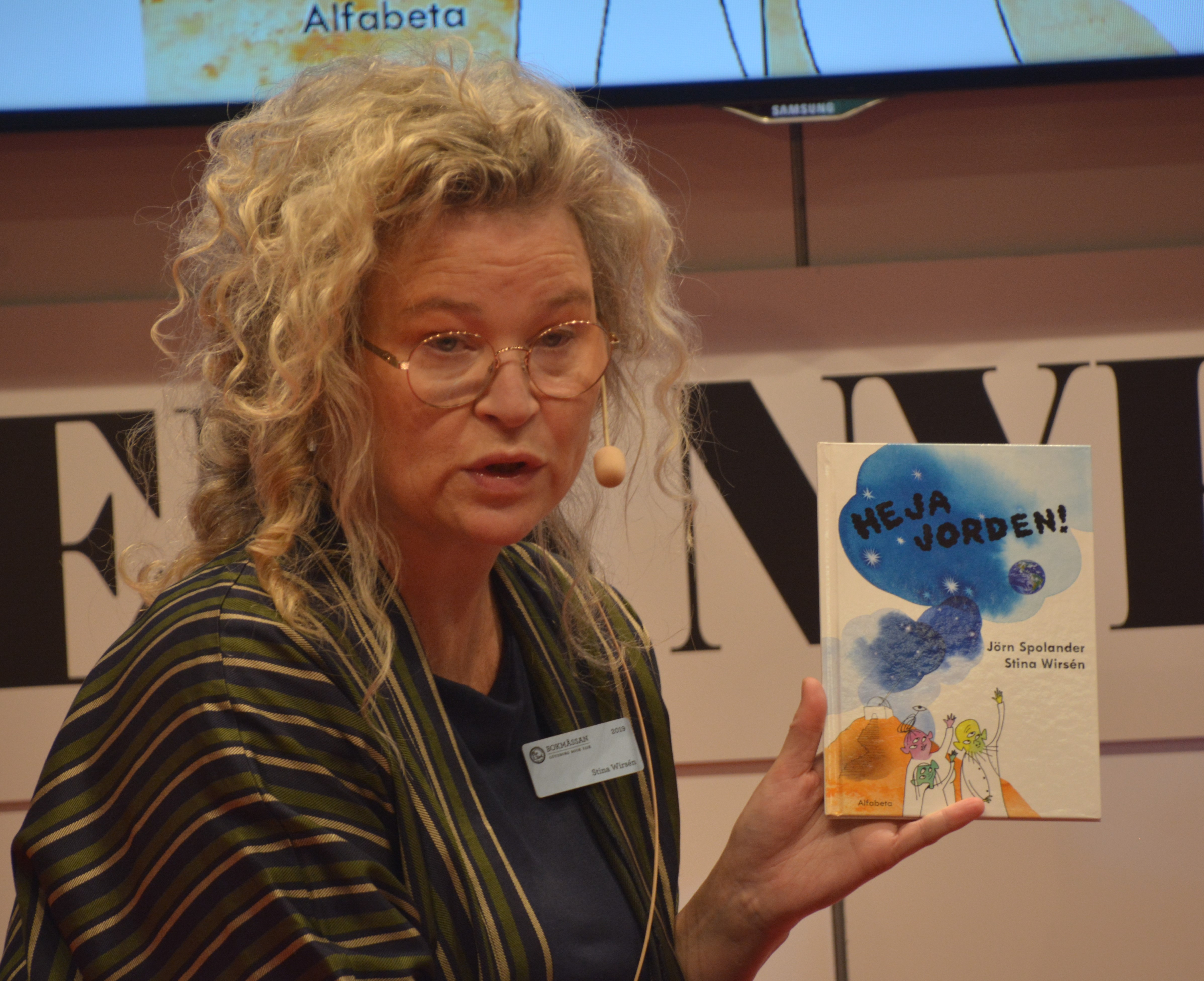
Stina Wirsén på Bokmässan i Göteborg 2019.

Stina Wirsén Hedengren, född 15 juni 1968 i Älvsjö i Stockholm, är en svensk författare och illustratör.  

## Biografi
Stina Wirsén, som utbildade sig på Konstfack 1985–1992, var anställd som tecknare på Dagens Nyheter åren 1990–2010. Under en period var hon även chef för tidningens illustrationsavdelning och har därefter varit frilans. Hon har genom åren mottagit en rad priser för sina illustrationer. Som illustratör har Wirsén växlat mellan olika genrer. På samma sätt är det med de barnböcker hon har illustrerat; de växlar i såväl ålder och genre som stil och metod. Hon har bland annat gjort illustrationer till ABC-böcker, antologier samt text- och bilderböcker. Hennes böcker är översatta till ett 15-tal språk. Wirsén lanserade en ny karaktär med utseende som en rasistisk stereotyp, vilket efter kritik fick förlaget att dra in dessa böcker. 
Hon är dotter till författaren Carin Wirsén och hon har illustrerat flera av hennes böcker. Stina Wirsén är gift med Pompe Hedengren och har tre barn.

## Uppdrag i urval

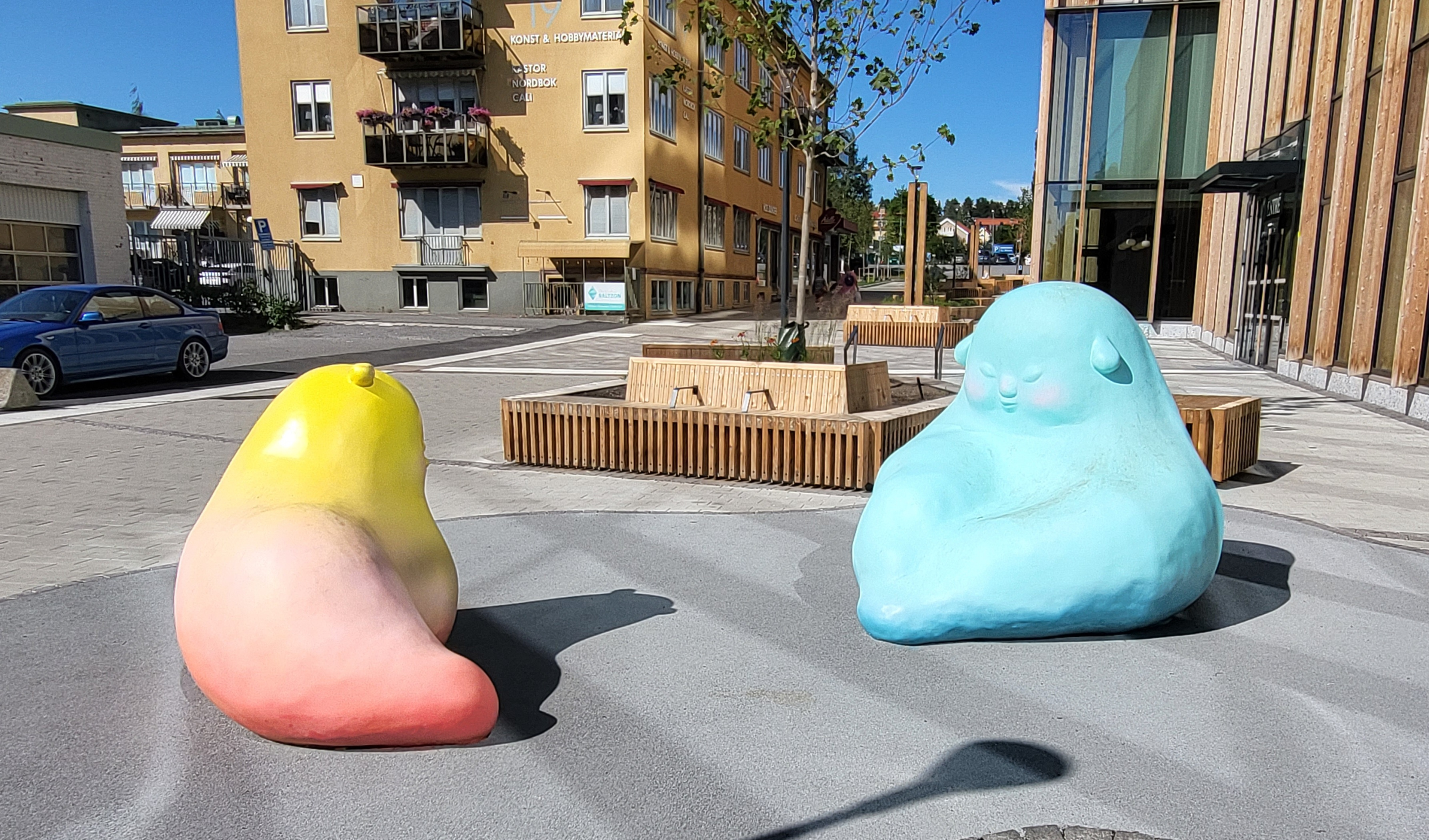
Stina Wirséns och Klara Wirsén Suchowiaks skulpturer Vila & Famna som placerats utanför Sara kulturhus (2023).

- Sedan 2000 håller Stina Wirsén föredrag och workshops internationellt. Fokus ligger på barn mellan 2 och 6 år. Hon har arbetat med barn och bild i bl.a. Abu Dhabi, Tokyo, Bologna, Umeå, Stockholm mm.
- Åhléns City - En tjugofem meter lång handtecknad modeillustration, uppmålad på plats i kakelfabriken i Askersund, på svensktillverkat handgjort kakel för varuhusets skönhetsavdelning.
- Frimärken för Posten - Åtta frimärken med motiv föreställandes kreationer av olika svenska modeskapare.
- FN:s Mänskliga Rättigheter - Illustration av FN:s mänskliga rättigheter i en svit grafiska bilder publicerade på 14 miljoner svenska telefonkataloger. Bilderna ställdes även ut i FN-huset i New York i samband med 50-årsjubileet av de mänskliga rättigheterna.
- Rädda Barnen - både ideellt och på uppdrag för bland annat tidningen Barn.
- GOOGLE "doodle" illustration på temat mångfald för Sveriges Nationaldag 2015.
- Skellefteå kommun – skulpturerna Vila & Famna utanför Sara kulturhus. Skulpturerna gjordes i samarbete med dottern Klara Wirsén Suchowiak.

## Utställningar i urval
- Lidköpings Konsthall 2019. I utställningen Papier mötte Bea Szenfelds pappersplagg Stina Wirséns bildvärld med akvarell och bläck på papper.
- Teckningsmuseet i Laholm 2018. Separatutställning med teckning i fokus. Utställningen visade verk från Stina Wirséns karriär.
- Winterviken 2017. Utställning av bilderbokskonst. Originalteckningar, akvareller och tuschmålningar.
- Sunaparanta Centre for the Arts 2016. Stor separatutställning i Goa, Indien. Målningar i akvarell, bläck och tusch.
- Dansmuseet Stockholm/Berlin 2016. Grupputställning på Dansmuseet tillsammans med Carl Thorborg, Carolina Henke och Bea Szenfeld.
- Sven-Harrys konstmuseum 2014. ”Kring millennieskiftet startade en explosionsartad utveckling på den svenska modescenen. Utställningen Svensk Mode: 2000 – 2015 på Sven-Harrys konstmuseum i Stockholm skildrar den snabba estetiska och konceptuella förändringen under denna händelserika period genom ett stort antal nyckelplagg från svenska modeskapare samt modeteckningar av Stina Wirsén.
- Bror Hjorths hus 2013. Separatutställning med tyngdpunkten på barnboksillustrationer och med ett flertal mode och porträttillustrationer.
- Svenska Ambassaden i Tokyo 2012. Samlingsutställning på Tokyo Design Week. Ett samarbete mellan Svenska institutet, Svensk Form och Sveriges Ambassad i Tokyo.
- Nationalmuseum 2010. Utställningen ”Handgjort”. Samlingsutställning med fokus på den tecknade linjen i en dialog mellan Stina Wirséns teckningar och teckningar ur Nationalmuseets egna samlingar. I utställningen visades utöver teckningar av Stina Wirsén även verk av bland andra Rafael, Angelica Kauffmann, John Bauer, Antoine Watteau och Matthias Grünewald.
- Konstnärshuset 2009. Separatutställning på Konstnärshusets Grafikgalleri. Reportageteckningar från Stockholms krogliv.
- Dunkers Kulturhus Bilderboksutställning samt modeskisser i samband med Bea Szenfeld separatutställning.

## Böcker i urval
(Författare Stina Wirsén om inget annat anges)
- Jag har fått en klocka! 1991
- Sakboken 1995
- Djurboken 1995
- Liten och stor 1995
- Tussas Kalas 1996 (författare Martin Vårdstedt och Anna Hörling)
- Siffror och Nuffror 1997 (författare Anna Hörling)
- Ahmed Anka och Ödlan Örjan 2004
- Små flickor och stora 2004
- Leka tre 2005
- Sockerbullen på Kruskakullen 2008
- Hedvig! (författare Frida Nilsson)
- Hedvig och sommaren med steken (författare Frida Nilsson)
- Hedvig och Hardemos prinsessa (författare Frida Nilsson)
- Hallå därinne! 2010 (författare Ulf Stark)
- En stjärna vid namn Ajax (författare Ulf Stark)
- Systern från havet (författare Ulf Stark)
- Full cirkus på Sockerbullen 2012 (tillsammans med Carin Wirsén)
- Jag 2012
- Liten - en bok om barns utsatthet och vuxnas ansvar. På uppdrag av Brottsoffermyndigheten 2015
- Du, dikter för nyfödingar 2017
- Herrgårdsfruns recept : livet, köket och maten 2017 (författare Olof Hedengren)
- Pippi på konst! 2018 (författare Lena Eriksson, Helena Sjödin Landon, Sara Borgegård Älgås och Alexander Kateb)
- Aldrig våld! 2018 (författare Astrid Lindgren, Marta Santos Pais, Thomas Hammarberg)
- Historien om Bodri 2019 (författare Hédi Fried)[6]. En högläsningsbok för vuxna, att läsa tillsammans med barn. Baserad på Hédi Frieds egna upplevelser från förintelsen med Illustrationer av Stina Wirsén.

### Barnboksserie – Rut och Knut (författare Carin Wirsén)
- Rut och Knut lagar mat
- Rut och Knut ställer ut
- Rut och Knut gräver ut
- Rut och Knut klär ut sig
- Rut och Knut börjar träna
- Rut och Knut och lilla Tjut
- ABC med Rut och Knut
- Lilla ABC med Rut och Knut
- Supershow med Rut och Knut

### Småbarnsboksserie – Vem?
- Vems byxor? 2005
- Vem är arg? 2005
- Vem bestämmer? 2006
- Vem blöder? 2006
- Vems mormor? 2007
- Vem är ensam? 2007
- Vem är söt? 2008
- Vem är borta? 2008
- Vem är bäst? 2009
- Vem sover inte? 2009
- Vem är död? 2010
- Vems kompis? 2010
- Vems bebis? 2011
- Vem städar inte? 2011
- Vem kommer nu? 2012
- Vem är sjuk? 2012
- Vem är var? 2012
- Vems hus? 2015
- Vem är stor? 2016
- Vems syskon? 2016
- Vem syr? Sy Vemdjur! 2016 (författare Anna Hörling och Stina Wirsén)
- Vem finns? 2019
- Vem vågar? 2020
- Vems fel? 2022
- Vems kalas? 2023

Vemböckerna filmatiserades 2010 och visas regelbundet på SVT

### Småbarnsboksserie – Brokiga
- Oj! 2010
- Hej! 2010
- Aj! 2010
- Bang! 2010
- Sov! 2012
- Gul! 2012
- Dela! 2013
- Titta! 2014
- Bygga! 2014
- Nej! 2015
- Rita! 2015
- Död! 2016
- Bok! 2017
- En liten skär och många små brokiga 2006 (författare Carin Wirsén)
- En liten skär och alla bråkiga bokstäver 2008
- En liten skär och alla ruskigt rysliga brokiga 2009
- En liten skär och alla tvärtemotiga 2010
- En liten skär och alla bråkiga brokiga 2014 (författare Carin Wirsén, Anna Hörling och Stina Wirsén)
- Sy med alla små brokiga 2014 (författare Anna Hörling och Stina Wirsén)

## Utmärkelser och priser i urval
- 1997 - The Society of Newspaper Design
- 2001 - The Society of Scandinavian Illustrators
- Stockholms stads kulturpris
- Nordiska Tecknares pris
- Award of Excellence av Society of Newspaper Design
- 2000 - Elsa Beskow-plaketten[7]
- 2007 - Expressens Heffaklump för Supershow med Rut och Knut
- KOLLA! Svenska Tecknares pris